# Обеля 2
Жилищен комплекс „Обеля 2“ е квартал на град София, България, разположен в район „Връбница“, на 6,5 километра северозападно от центъра на града.
Ограден е от булевардите „Панчо Владигеров (булевард в София)“ и „Ломско шосе“ и железопътната линия „Волуяк – Илиенци“. Граничи с кварталите „Обеля“ и „Обеля 1“ на югоозапад и с невключени в определен квартал територии в другите посоки.
Комплексът е застроен основно с панелни блокове от серия Бс-69-Сф-УД-83 с етажност от 3 до 9 етажа, както и с по-високи ЕПК блокове с етажност до 16 етажа. Жилищните сгради все още не са амортизирани както в някои подобни комплекси, изграждани преди 40 – 50 години.[ неясно? ] Между блоковете няма много зелени площи. Обхваща територия с обща площ 76,93 ха. Населението е около 12 хил. души по експертни данни на дирекция ГРАО.
В квартала са разположени 140 СОУ „Иван Богоров“, ЧПГ „Дружба“, 82 ОДЗ „Джани Родари“, читалищата „Зорница“ и „Симона 2002“ и 30-и Диагностично-консултативен център.
На границата на квартала е разположена метростанция „Обеля“, въведена в експлоатация на 20 април 2003 г. През ж.к. Обеля 2 минава трамвайна линия № 6. Автобусни линии, обслужващи ж.к. „Обеля 2“: № 26, 30, 31, 81 и 150
В ж.к. „Обеля 2“ са разположени супермаркети на веригите „Билла“ и „Пепко“. На 17 декември 2019 г. е открит и „Лидл“ в Обеля 2, бул. „Ломско шосе“.

## Улици и произход на имената им
| Път                     | Наречен на                                   | Местоположение |
| ----------------------- | -------------------------------------------- | -------------- |
| „10-та“                 | –                                            | Карта          |
| „102-ра“                | –                                            | Карта          |
| „103-та“                | –                                            | Карта          |
| „104-та“                | –                                            | Карта          |
| „106-та“                | –                                            | Карта          |
| „107-ма“                | –                                            | Карта          |
| „108-ма“                | –                                            | Карта          |
| „11-та“                 | –                                            | Карта          |
| „111-та“                | –                                            | Карта          |
| „114-та“                | –                                            | Карта          |
| „115-та“                | –                                            | Карта          |
| „14-та“                 | –                                            | Карта          |
| „15-та“                 | –                                            | Карта          |
| „2-ра“                  | –                                            | Карта          |
| „8-ма“                  | –                                            | Карта          |
| „Акад. Дмитрий Лихачов“ | Дмитрий Лихачов (1906 – 1999), руски филолог | Карта          |
| „Дико Илиев“            | Дико Илиев (1898 – 1984), композитор         | Карта          |
| „Илия Георгов“          | Илия Георгов (1860 – 1945), политик          | Карта          |
| „Кривините“             | ?                                            | Карта          |
| „Ломско шосе“           | Лом, град в Северозападна България           | Карта          |
| „Обелска падина“        | ?                                            | Карта          |
| „Обелски път“           | „Обеля“, квартал на София                    | Карта          |
| „Обряне“                | ?                                            | Карта          |

- Бл. 245 в ж.к. „Обеля 2“
- Метростанция „Обеля“